# 21652 Васиштха
21652 Васиштха (21652 Vasishtha) — астероїд головного поясу, відкритий 22 липня 1999 року.
Тіссеранів параметр щодо Юпітера — 3,335.